# N-Joypad
El N-Joypad o CD3900 fue un clon de Famicom fabricado por la empresa con sede en Hong Kong Advance Bright Limited (ABL). No funciona con adaptador CA,  solo funciona con cuatro pilas AA.
Esta consola a diferencia de otros clones se caracteriza por no utilizar cartuchos, en vez utiliza  discos  parecidos a los discos compactos. Cuando el jugador inserta un disco, se activa una combinación de interruptores en el sistema que permiten elegir una selección única de juegos de Famicom.
la consola tenía un total de 59 juegos, algunos son juegos originales producidos en China o juegos de Famicom con algunas modificaciones de música y/o gráfico para ocultar el origen y evitar denuncias de derechos de autor. Los juegos pirateados fueron producidos en su mayoría por una empresa llamada Inventor.
El N-Joypad se vendía en Brasil con el nombre de "Jogo para TV com CDs" y en Francia como Console 59 Méga Jeux. 

## Juegos incluidos
en la lista están los nombres tal como aparecen en el menú de selección del sistema, seguido del título original de Famicom y el desarrollador
| Disco                               | Nombre falsificado     | nombre original            | desarrollador  |
| ----------------------------------- | ---------------------- | -------------------------- | -------------- |
| 1- Intelligence Game Series         | FUN CLICK              | Pokéclick                  | Union Bond     |
| 1- Intelligence Game Series         | BOX WORLD              | Box World                  | Nice Code      |
| 1- Intelligence Game Series         | MATCHING               | Memory Puzzle              | Nice Code      |
| 1- Intelligence Game Series         | STRANGE POP POP        | Magic Bubble               | Nice Code      |
| 1- Intelligence Game Series         | WARRIOR CHASE          | Ninja-Kun: Majou No Bouken | Jaleco         |
| 1- Intelligence Game Series         | BURGER BUILD           | BurgerTime                 | Namco          |
| 1- Intelligence Game Series         | RIGHT MOVE             | Gomoku Narabe Renju        | Nintendo       |
| 1- Intelligence Game Series         | ABACUS                 | Magic Jewelry              | Hwang Shinwei  |
| 1- Intelligence Game Series         | UNDERWORLD             | Devil World                | Nintendo       |
| 2 - Sports & Adventures Game Series | UFO RACE               | F1 Race                    | Nintendo       |
| 2 - Sports & Adventures Game Series | OBSTACLE RACE          | Zippy Race                 | Irem           |
| 2 - Sports & Adventures Game Series | BASEBALL               | Baseball                   | Nintendo       |
| 2 - Sports & Adventures Game Series | FUTURE COPTER          | Battle City                | Namco          |
| 2 - Sports & Adventures Game Series | DIAMOND                | Diamond                    | Nice Code      |
| 2 - Sports & Adventures Game Series | TENNIS                 | Tennis                     | Nintendo       |
| 2 - Sports & Adventures Game Series | PLANETARY POOL         | Lunar Pool                 | Pony Canyon    |
| 2 - Sports & Adventures Game Series | CLIMBING CLUB          | Ice Climber                | Nintendo       |
| 2 - Sports & Adventures Game Series | BIRD BRAIN             | Bird Week                  | Toshiba EMI    |
| 2 - Sports & Adventures Game Series | NEED FOR SPEED         | Spy Hunter                 | Sunsoft        |
| 2 - Sports & Adventures Game Series | BUMPITY BOP            | Bump 'n' Jump              | Data East      |
| 2 - Sports & Adventures Game Series | IN AND OUT RACER       | Zippy Race                 | Irem           |
| 2 - Sports & Adventures Game Series | MONSTER DASH           | Brush Roller               | Hwang Shinwei  |
| 2 - Sports & Adventures Game Series | STREET FRENZY          | City Connection            | Jaleco         |
| 2 - Sports & Adventures Game Series | EXTREME RACER          | Excitebike                 | Nintendo       |
| 2 - Sports & Adventures Game Series | CHAMPIONSHIP GOLF      | Golf                       | Nintendo       |
| 2 - Sports & Adventures Game Series | CHAMPIONSHIP WRESTLING | M.U.S.C.L.E.               | Bandai         |
| 2 - Sports & Adventures Game Series | JUNGLE TRAIL           | Lode Runner                | Hudson Soft    |
| 2 - Sports & Adventures Game Series | ARCTIC HUNT            | Championship Lode Runner   | Hudson Soft    |
| 2 - Sports & Adventures Game Series | AMERICAN FOOTBALL      | 10-Yard Fight              | Irem           |
| 3 - Action Game Series              | ARCHERY                | Pooyan                     | Hudson Soft    |
| 3 - Action Game Series              | ZERO GRAVITY           | Balloon Fight              | Nintendo       |
| 3 - Action Game Series              | SUPER ELF              | Circus Charlie             | Konami         |
| 3 - Action Game Series              | GOLD DIGGER            | Super Arabian              | Sunsoft        |
| 3 - Action Game Series              | MARS MAN               | Binary Land                | Hudson Soft    |
| 3 - Action Game Series              | MARS                   | Star Force                 | Hudson Soft    |
| 3 - Action Game Series              | SPAR                   | Urban Champion             | Nintendo       |
| 3 - Action Game Series              | EGG IT                 | Pac-Man                    | Namco          |
| 3 - Action Game Series              | HELICOPTER HARRY       | Raid on Bungeling Bay      | Hudson Soft    |
| 3 - Action Game Series              | FLY BY                 | Exerion                    | Jaleco         |
| 3 - Action Game Series              | SNACK ATTACK           | Nuts & Milk                | Hudson Soft    |
| 3 - Action Game Series              | BOMB DROP              | Chack'n Pop                | Taito          |
| 3 - Action Game Series              | DOWN DEEP              | Dig Dug                    | Namco          |
| 3 - Action Game Series              | PROPELLER              | Sky Destroyer              | Taito          |
| 3 - Action Game Series              | NEIGHBORHOOD SMASH     | Karateka                   | Soft Pro       |
| 3 - Action Game Series              | ENEMY ASSAULT          | Choujikuu Yousai Macross   | Namco          |
| 3 - Action Game Series              | FISH FIGHT             | Clu Clu Land               | Nintendo       |
| 3 - Action Game Series              | WHAT'S UP              | Donkey Kong                | Nintendo       |
| 3 - Action Game Series              | RESCUE                 | Donkey Kong Jr.            | Nintendo       |
| 3 - Action Game Series              | FROGLAND               | Donkey Kong 3              | Nintendo       |
| 3 - Action Game Series              | JUMP AND JOURNEY       | Mario Bros.                | Nintendo       |
| 3 - Action Game Series              | SAUCER WARS            | Field Combat               | Jaleco         |
| 3 - Action Game Series              | DEPTHS OF SPACE        | Defender II                | HAL Laboratory |
| 3 - Action Game Series              | CONVERT SOLDIER        | Formation Z                | Jaleco         |
| 3 - Action Game Series              | SWIRL                  | Millipede                  | HAL Laboratory |
| 3 - Action Game Series              | BREAK OUT              | Mappy                      | Namco          |
| 3 - Action Game Series              | SOARING WARRIOR        | Joust                      | HAL Laboratory |
| 3 - Action Game Series              | LET LOOSE              | Popeye                     | Nintendo       |
| 3 - Action Game Series              | WARSHIP                | Galaxian                   | Namco          |
| 3 - Action Game Series              | VILLAGE PROTECTOR      | Space Invaders             | Taito          |